# Albert Theodore Poffenberger
Albert Theodore Poffenberger (* 23. Oktober 1885 in Dauphin, Dauphin County, Pennsylvania; † 24. Dezember 1977 in Livingston, New York) war ein US-amerikanischer Psychologe.
Poffenberger studierte an der Bucknell University (Bachelor-Abschluss) und an der Columbia University (Master-Abschluss). 1912 wurde er an der Columbia University bei Robert S. Woodworth promoviert. An der Columbia University forschte und lehrte er später auch als Professor. 1950 wurde er emeritiert.
1934 (nach anderen Quellen 1935) wurde er Präsident der American Psychological Association (APA).
In seiner Dissertation beschrieb er den später nach ihm benannten Poffenberger-Effekt oder Poffenberger-Paradigma. Die Bezeichnung lautet auch crossed-uncrossed difference (CUD). Das Poffenberger-Paradigma ist eine Methode, um die Zeit zu messen, die Informationen benötigen, um zwischen den beiden Hirnhälften zu gelangen, auch bekannt als Interhemisphären-Transferzeit (IHTT).

## Schriften (Auswahl)
- Poffenberger AT: Reaction time to retinal stimulation with special reference to the time lost in conduction through nervous centers. Archives of Psychology. 1912;23:1–73.
- Poffenberger Jr, A. T.: Psychological effects of drugs. Psychological Bulletin 13.11 (1916): 434.
- Poffenberger, A. T. (1917): A library classification for books on psychology. Psychological Bulletin, 14(9), 328–331.
- Poffenberger, Albert T.: Motion pictures and crime. The Scientific Monthly 12.4 (1921): 336–339.
- Poffenberger, Albert T., and R. B. Franken' A study of the appropriateness of type faces. Journal of applied psychology 7.4 (1923): 312.
- Poffenberger, Albert T., and B. E. Barrows: The feeling value of lines. Journal of Applied Psychology 8.2 (1924): 187.
- Poffenberger, Albert T.: Psychology and life. Psychological Review 43.1 (1936): 9.
- Poffenberger, Albert Theodor: Principles of applied psychology. (1942).
- Poffenberger, A. T. (1962): Robert Sessions Woodworth: 1869–1962. The American Journal of Psychology, 75(4), 677–689.